# Élections départementales de 2021 en Loire-Atlantique
Les élections départementales en Loire-Atlantique ont lieu les 20 et 27 juin 2021.

## Contexte départemental

### Assemblée départementale sortante
Avant les élections, le conseil départemental de la Loire-Atlantique est présidé par Philippe Grosvalet (PS).
Il comprend 62 conseillers départementaux issus des 31 cantons de la Loire-Atlantique.
| Président du conseil départemental   |       |       |      |               |
| Philippe Grosvalet (PS)              |       |       |      |               |
| Parti                                | Sigle | Sigle | Élus | Groupes       |
| Majorité (32 sièges)                 |       |       |      |               |
| Parti socialiste                     |       | PS    | 20   | 44 à Gauche   |
| Divers gauche                        |       | DVG   | 8    | 44 à Gauche   |
| Gauche démocratique et sociale       |       | GDS   | 1    | 44 à Gauche   |
| Écologiste                           |       | ÉCO   | 1    | 44 à Gauche   |
| La République en marche              |       | LREM  | 2    | 44 à Gauche   |
| Opposition (30 sièges)               |       |       |      |               |
| Divers droite                        |       | DVD   | 15   | Démocratie 44 |
| Les Républicains                     |       | LR    | 9    | Démocratie 44 |
| Union des démocrates et indépendants |       | UDI   | 5    | Démocratie 44 |
| La République en marche              |       | LREM  | 1    | Démocratie 44 |

## Système électoral
Les élections ont lieu au scrutin majoritaire binominal à deux tours. Le système est paritaire : les candidatures sont présentées sous la forme d'un binôme composé d'une femme et d'un homme avec leurs suppléants (une femme et un homme également).
Pour être élu au premier tour, un binôme doit obtenir la majorité absolue des suffrages exprimés et un nombre de suffrages au moins égal à 25 % des électeurs inscrits. Si aucun binôme n'est élu au premier tour, seuls peuvent se présenter au second tour les binômes qui ont obtenu un nombre de suffrages au moins égal à 12,5 % des électeurs inscrits, sans possibilité pour les binômes de fusionner. Est élu au second tour le binôme qui obtient le plus grand nombre de voix.

## Résultats à l'échelle du département

### Résultats par nuances
| Binômes                  | Binômes                              | Binômes                  | Premier tour | Premier tour | Premier tour | Second tour | Second tour   | Second tour | Total | +/-           |  |
| Binômes                  | Binômes                              | Binômes                  | Voix         | %            | Sièges       | Voix        | %             | Sièges      | Total | +/-           |  |
| ------------------------ | ------------------------------------ | ------------------------ | ------------ | ------------ | ------------ | ----------- | ------------- | ----------- | ----- | ------------- |  |
|                          | Divers gauche                        | DVG                      | 64 021       | 20,87        | 0            | 73 033      | 23,41         | 16          | 16    | 12            |  |
|                          | Divers droite                        | DVD                      | 63 347       | 20,65        | 0            | 83 274      | 26,69         | 8           | 8     | 8             |  |
|                          | Union à gauche avec des écologistes  | UGE                      | 29 872       | 9,74         | 0            | 38 872      | 12,46         | 8           | 8     | Nv.           |  |
|                          | Rassemblement national               | RN                       | 25 494       | 8,31         | 0            | 2 334       | 0,75          | 0           | 0     | en stagnation |  |
|                          | Union à droite                       | UD                       | 24 850       | 8,10         | 0            | 28 998      | 9,29          | 8           | 8     | 22            |  |
|                          | Union à gauche                       | UG                       | 18 143       | 5,91         | 0            | 23 023      | 7,38          | 6           | 6     | 4             |  |
|                          | Union au centre et à droite          | UCD                      | 15 261       | 4,97         | 0            | 13 066      | 4,19          | 4           | 4     | Nv.           |  |
|                          | Parti socialiste                     | SOC                      | 9 338        | 3,06         | 0            | 17 783      | 5,70          | 6           | 6     | 20            |  |
|                          | Union au centre                      | UC                       | 6 194        | 2,02         | 0            | 4 302       | 1,38          | 0           | 0     | en stagnation |  |
|                          | Divers                               | DIV                      | 4 604        | 1,50         | 0            | 10 048      | 3,22          | 4           | 4     | 4             |  |
|                          | Union des démocrates et indépendants | UDI                      | 4 464        | 1,46         | 0            | 5 590       | 1,79          | 2           | 2     | Nv.           |  |
|                          | Divers centre                        | DVC                      | 4 250        | 1,39         | 0            | 4 214       | 1,35          | 0           | 0     | Nv.           |  |
|                          | Écologiste                           | ECO                      | 2 861        | 1,26         | 0            | 4 445       | 1,42          | 0           | 0     | en stagnation |  |
|                          | Union à gauche et au centre          | UCG                      | 1 529        | 0,50         | 0            | 3 045       | 0,98          | 0           | 0     | Nv.           |  |
|                          | La République en marche              | REM                      | 11 473       | 3,74         | 0            |             |               |             | 0     | Nv.           |  |
|                          | Parti communiste français            | COM                      | 7 284        | 2,37         | 0            | 0           | Nv.           |             |       |               |  |
|                          | La France insoumise                  | FI                       | 6 147        | 2,00         | 0            | 0           | en stagnation |             |       |               |  |
|                          | Mouvement démocrate                  | MDM                      | 3 309        | 1,08         | 0            | 0           | en stagnation |             |       |               |  |
|                          | Régionaliste                         | REG                      | 893          | 0,29         | 0            | 0           | Nv.           |             |       |               |  |
|                          | Les Républicains                     | LR                       | 836          | 0,27         | 0            | 0           | Nv.           |             |       |               |  |
|                          | Parti radical de gauche              | RDG                      | 660          | 0,22         | 0            | 0           | Nv.           |             |       |               |  |
|                          | Droite souverainiste                 | DSV                      | 406          | 0,13         | 0            | 0           | Nv.           |             |       |               |  |
|                          | Extrême droite                       | EXD                      | 331          | 0,11         | 0            | 0           | Nv.           |             |       |               |  |
|                          | Extrême gauche                       | EXG                      | 170          | 0,06         | 0            | 0           | Nv.           |             |       |               |  |
|                          |                                      |                          |              |              |              |             |               |             |       |               |  |
| Suffrages exprimés       | Suffrages exprimés                   | Suffrages exprimés       | 306 782      | 95,80        |              | 312 027     | 93,46         |             |       |               |  |
| Votes blancs             | Votes blancs                         | Votes blancs             | 9 367        | 2,92         | 15 846       | 4,75        |               |             |       |               |  |
| Votes nuls               | Votes nuls                           | Votes nuls               | 4 098        | 1,28         | 5 971        | 1,79        |               |             |       |               |  |
| Total                    | Total                                | Total                    | 320 247      | 100          | 0            | 333 844     | 100           | 62          | 62    | en stagnation |  |
| Abstentions              | Abstentions                          | Abstentions              | 709 975      | 98,91        |              | 696 552     | 67,60         |             |       |               |  |
| Inscrits / participation | Inscrits / participation             | Inscrits / participation | 1 030 222    | 31,09        | 1 030 396    | 32,40       |               |             |       |               |  |

### Assemblée départementale élue
| Président du conseil départemental   |       |       |      |                           |
| Michel Ménard (PS)                   |       |       |      |                           |
| Parti                                | Sigle | Sigle | Élus | Groupes                   |
| Majorité (36 sièges)                 |       |       |      |                           |
| Parti socialiste                     |       | PS    | 15   | Loire-Atlantique à gauche |
| Divers gauche                        |       | DVG   | 15   | Loire-Atlantique à gauche |
| Écologiste                           |       | ÉCO   | 1    | Loire-Atlantique à gauche |
| Europe Écologie Les Verts            |       | EÉLV  | 5    | Écologiste                |
| Opposition (26 sièges)               |       |       |      |                           |
| Divers droite                        |       | DVD   | 15   | Démocratie 44             |
| Les Républicains                     |       | LR    | 5    | Démocratie 44             |
| Union des démocrates et indépendants |       | UDI   | 4    | Démocratie 44             |
| Divers droite                        |       | DVD   | 2    | Sans étiquette            |

### Élus par canton
La majorité de gauche se renforce en remportant 2 cantons : Ancenis-Saint-Géréon et Guérande.Elle confirme son ancrage dans les zones urbaines du département (Nantes, Saint-Nazaire, Rezé, Saint-Herblain). La droite voit perdre 4 élus et se maintient principalement dans les zones les plus rurales.
| Canton                       | Conseiller Sortant          | Parti | Parti | Conseiller élu              | Parti | Parti |
| ---------------------------- | --------------------------- | ----- | ----- | --------------------------- | ----- | ----- |
| Ancenis-Saint-Géréon         | Claude Gautier              |       | DVD   | Rémy Orhon                  |       | T44   |
| Ancenis-Saint-Géréon         | Nadine You                  |       | UDI   | Leïla Thominiaux            |       | DVG   |
| La Baule-Escoublac           | Gatien Meunier              |       | LR    | Rémi Raher                  |       | DVD   |
| La Baule-Escoublac           | Danielle Rival              |       | LR    | Sylvie Goslin               |       | DVD   |
| Blain                        | Claire Tramier              |       | T44   | Claire Tramier              |       | T44   |
| Blain                        | Marcel Verger               |       | LREM  | Nicolas Oudaert             |       | T44   |
| Carquefou                    | Véronique Dubettier-Grenier |       | DVD   | Véronique Dubettier-Grenier |       | DVD   |
| Carquefou                    | Serge Mounier               |       | DVD   | Serge Mounier               |       | DVD   |
| La Chapelle-sur-Erdre        | Erwan Bouvais               |       | DVD   | Erwan Bouvais               |       | DVD   |
| La Chapelle-sur-Erdre        | Élisa Drion                 |       | DVD   | Élisa Drion                 |       | DVD   |
| Châteaubriant                | Catherine Ciron             |       | LR    | Catherine Ciron             |       | LR    |
| Châteaubriant                | Bernard Douaud              |       | DVD   | Philippe Dugravot           |       | DVD   |
| Clisson                      | François Guillot            |       | LR    | François Guillot            |       | LR    |
| Clisson                      | Nelly Sorin                 |       | DVD   | Nelly Sorin                 |       | DVD   |
| Guémené-Penfao               | Yannick Bigaud              |       | DVD   | Jean-Claude Provost         |       | DVD   |
| Guémené-Penfao               | Anne-Sophie Douet           |       | DVD   | Laurence Le Bihan           |       | DVD   |
| Guérande                     | Jean-Pierre Bernard         |       | DVD   | Didier Cadro                |       | DVG   |
| Guérande                     | Chantal Brière              |       | DVD   | Christelle Chassé           |       | DVG   |
| Machecoul-Saint-Même         | Jean Charrier               |       | DVG   | Jean Charrier               |       | DVG   |
| Machecoul-Saint-Même         | Karine Fouquet              |       | T44   | Karine Fouquet              |       | T44   |
| Nantes-1                     | Vincent Danis               |       | DVG   | Vincent Danis               |       | DVG   |
| Nantes-1                     | Fabienne Padovani           |       | PS    | Fabienne Padovani           |       | PS    |
| Nantes-2                     | Françoise Haméon            |       | LREM  | Ombeline Accarion           |       | EÉLV  |
| Nantes-2                     | David Martineau             |       | PS    | David Martineau             |       | PS    |
| Nantes-3                     | Alain Robert                |       | PS    | Ugo Bessière                |       | EÉLV  |
| Nantes-3                     | Fanny Sallé                 |       | DVG   | Fanny Sallé                 |       | DVG   |
| Nantes-4                     | Jérôme Alemany              |       | PS    | Jérôme Alemany              |       | PS    |
| Nantes-4                     | Abbassia Hakem              |       | PS    | Louise Pahun                |       | EÉLV  |
| Nantes-5                     | Lyliane Jean                |       | PS    | Lyliane Jean                |       | PS    |
| Nantes-5                     | Ali Rebouh                  |       | DVG   | Ali Rebouh                  |       | DVG   |
| Nantes-6                     | Pascal Bolo                 |       | PS    | Pascal Bolo                 |       | PS    |
| Nantes-6                     | Christine Orain             |       | PS    | Cécile Bir                  |       | PS    |
| Nantes-7                     | Michel Ménard               |       | PS    | Michel Ménard               |       | PS    |
| Nantes-7                     | Catherine Touchefeu         |       | GDS   | Chloé Girardot Moitié       |       | EÉLV  |
| Nort-sur-Erdre               | Jean-Luc Besnier            |       | UDI   | Jean-Luc Besnier            |       | UDI   |
| Nort-sur-Erdre               | Anne-Marie Cordier          |       | UDI   | Anne-Marie Cordier          |       | UDI   |
| Pontchâteau                  | Danielle Cornet             |       | DVG   | Danielle Cornet             |       | DVG   |
| Pontchâteau                  | Bernard Lebeau              |       | DVG   | Bernard Lebeau              |       | DVG   |
| Pornic                       | Patrick Girard              |       | LR    | Pierre Martin               |       | DVD   |
| Pornic                       | Christiane Van Goethem      |       | LR    | Christiane Van Goethem      |       | LR    |
| Rezé-1                       | Myriam Bigeard              |       | PS    | Myriam Bigeard              |       | PS    |
| Rezé-1                       | Freddy Hervochon            |       | PS    | Freddy Hervochon            |       | PS    |
| Rezé-2                       | Samuel Landier              |       | PS    | François Thiriet            |       | DVG   |
| Rezé-2                       | Malika Tararbit             |       | PS    | Dominique Poirout           |       | DVG   |
| Saint-Brevin-les-Pins        | Marie-Christine Curaudeau   |       | DVD   | Marie-Christine Curaudeau   |       | DVD   |
| Saint-Brevin-les-Pins        | Yannick Haury               |       | LREM  | Thierry Deville             |       | DVD   |
| Saint-Herblain-1             | Hervé Corouge               |       | PS    | Hervé Corouge               |       | PS    |
| Saint-Herblain-1             | Carole Grelaud              |       | PS    | Carole Grelaud              |       | PS    |
| Saint-Herblain-2             | Bernard Gagnet              |       | PS    | Laurent Dubost              |       | EÉLV  |
| Saint-Herblain-2             | Marie-Paule Gaillochet      |       | PS    | Farida Rebouh               |       | PS    |
| Saint-Nazaire-1              | Annaig Cotonnec             |       | PS    | Lydie Mahe                  |       | PS    |
| Saint-Nazaire-1              | Bertrand Choubrac           |       | DVG   | Bertrand Choubrac           |       | DVG   |
| Saint-Nazaire-2              | Philippe Grosvalet          |       | PS    | Jean-Luc Sechet             |       | PS    |
| Saint-Nazaire-2              | Lydia Meignen               |       | PS    | Lydia Meignen               |       | PS    |
| Saint-Philbert-de-Grand-Lieu | Stéphan Beaugé              |       | LR    | Yannic Fetiveau             |       | DVD   |
| Saint-Philbert-de-Grand-Lieu | Karine Paviza               |       | DVD   | Karine Paviza               |       | DVD   |
| Saint-Sébastien-sur-Loire    | Marcelle Chapeau            |       | DVD   | Julie Voleau                |       | DVD   |
| Saint-Sébastien-sur-Loire    | Laurent Turquois            |       | UDI   | Laurent Turquois            |       | UDI   |
| Vallet                       | Pierre Bertin               |       | LR    | Jean-Pierre Marchais        |       | LR    |
| Vallet                       | Charlotte Luquiau           |       | DVD   | Charlotte Luquiau           |       | DVD   |
| Vertou                       | Rodolphe Amailland          |       | LR    | Rodolphe Amailland          |       | LR    |
| Vertou                       | Agnès Paragot               |       | UDI   | Agnès Paragot               |       | UDI   |

## Résultats par canton
Les binômes sont présentés par ordre décroissant des résultats au premier tour. En cas de victoire au second tour du binôme arrivé en deuxième place au premier, ses résultats sont indiqués en gras.

### Canton d'Ancenis-Saint-Géréon
| Candidats                | Candidats                | Partis                   | Nuance                   | Premier tour | Premier tour | Second tour | Second tour |
| Candidats                | Candidats                | Partis                   | Nuance                   | Voix         | %            | Voix        | %           |
| ------------------------ | ------------------------ | ------------------------ | ------------------------ | ------------ | ------------ | ----------- | ----------- |
|                          | Alain Bourgoin           | DVD                      | UD                       | 3 951        | 39,20        | 5 204       | 48,82       |
|                          | Nadine You               | UDI                      | UD                       | 3 951        | 39,20        | 5 204       | 48,82       |
|                          | Rémy Orhon               | DVG                      | DVG                      | 3 882        | 38,51        | 5 455       | 51,18       |
|                          | Leïla Thominiaux         | DVG                      | DVG                      | 3 882        | 38,51        | 5 455       | 51,18       |
|                          | Dylan Harel              | RN                       | RN                       | 1 258        | 12,48        |             |             |
|                          | Suzanne Supiot           | RN                       | RN                       | 1 258        | 12,48        |             |             |
|                          | Pierre-Alain Cottineau   | LFI                      | FI                       | 989          | 9,81         |             |             |
|                          | Annie Lecat              | LFI                      | FI                       | 989          | 9,81         |             |             |
|                          |                          |                          |                          |              |              |             |             |
| Suffrages exprimés       | Suffrages exprimés       | Suffrages exprimés       | Suffrages exprimés       | 10 080       | 95,61        | 10 659      | 95,63       |
| Votes blancs             | Votes blancs             | Votes blancs             | Votes blancs             | 281          | 2,67         | 301         | 2,70        |
| Votes nuls               | Votes nuls               | Votes nuls               | Votes nuls               | 182          | 1,73         | 186         | 1,67        |
| Total                    | Total                    | Total                    | Total                    | 10 543       | 100          | 11 146      | 100         |
| Abstention               | Abstention               | Abstention               | Abstention               | 23 453       | 68,99        | 22 858      | 67,22       |
| Inscrits / participation | Inscrits / participation | Inscrits / participation | Inscrits / participation | 33 996       | 31,01        | 34 004      | 32,78       |

### Canton de La Baule-Escoublac
| Candidats                | Candidats                | Partis                   | Nuance                   | Premier tour | Premier tour | Second tour | Second tour |
| Candidats                | Candidats                | Partis                   | Nuance                   | Voix         | %            | Voix        | %           |
| ------------------------ | ------------------------ | ------------------------ | ------------------------ | ------------ | ------------ | ----------- | ----------- |
|                          | Sylvie Goslin            | DVD                      | UD                       | 5 245        | 37,39        | 8 681       | 66,86       |
|                          | Rémi Raher               | DVD                      | UD                       | 5 245        | 37,39        | 8 681       | 66,86       |
|                          | Dany Lamy                | DVD                      | UC                       | 3 004        | 21,42        | 4 302       | 33,14       |
|                          | Marc Lepetit             | LREM                     | UC                       | 3 004        | 21,42        | 4 302       | 33,14       |
|                          | Dominique du Tertre      | RN                       | RN                       | 2 417        | 17,23        |             |             |
|                          | Didier Vernet            | RN                       | RN                       | 2 417        | 17,23        |             |             |
|                          | Jocelyn Lanoé            | DVG                      | DVG                      | 1 845        | 13,15        |             |             |
|                          | Myriam Morineaux         | DVG                      | DVG                      | 1 845        | 13,15        |             |             |
|                          | Tyjo Guenneugues         | EÉLV                     | ECO                      | 1 515        | 10,80        |             |             |
|                          | Patrick Meslé            | EÉLV                     | ECO                      | 1 515        | 10,80        |             |             |
|                          |                          |                          |                          |              |              |             |             |
| Suffrages exprimés       | Suffrages exprimés       | Suffrages exprimés       | Suffrages exprimés       | 14 026       | 96,34        | 12 983      | 86,09       |
| Votes blancs             | Votes blancs             | Votes blancs             | Votes blancs             | 417          | 2,86         | 1 729       | 11,47       |
| Votes nuls               | Votes nuls               | Votes nuls               | Votes nuls               | 116          | 0,80         | 368         | 2,44        |
| Total                    | Total                    | Total                    | Total                    | 14 559       | 100          | 15 080      | 100         |
| Abstention               | Abstention               | Abstention               | Abstention               | 28 200       | 65,95        | 27 683      | 64,74       |
| Inscrits / participation | Inscrits / participation | Inscrits / participation | Inscrits / participation | 42 759       | 34,05        | 42 763      | 35,26       |

### Canton de Blain
| Candidats                | Candidats                  | Partis                   | Nuance                   | Premier tour | Premier tour | Second tour | Second tour |
| Candidats                | Candidats                  | Partis                   | Nuance                   | Voix         | %            | Voix        | %           |
| ------------------------ | -------------------------- | ------------------------ | ------------------------ | ------------ | ------------ | ----------- | ----------- |
|                          | Nicolas Oudaert            | DVG                      | DVG                      | 5 143        | 45,58        | 6 005       | 52,70       |
|                          | Claire Tramier             | ÉCO                      | DVG                      | 5 143        | 45,58        | 6 005       | 52,70       |
|                          | Jean-Pierre Blanc          | DVD                      | DVD                      | 3 949        | 35,00        | 5 389       | 47,30       |
|                          | Yolande Dubourg            | DVD                      | DVD                      | 3 949        | 35,00        | 5 389       | 47,30       |
|                          | Teddy Bougot               | RN                       | RN                       | 1 816        | 16,09        |             |             |
|                          | Joëlle Michaud             | RN                       | RN                       | 1 816        | 16,09        |             |             |
|                          | Pierre-Christophe Rousseau | DVG                      | DVG                      | 376          | 3,33         |             |             |
|                          | Caroline David             | DVG                      | DVG                      | 376          | 3,33         |             |             |
|                          |                            |                          |                          |              |              |             |             |
| Suffrages exprimés       | Suffrages exprimés         | Suffrages exprimés       | Suffrages exprimés       | 11 284       | 94,05        | 11 394      | 93,69       |
| Votes blancs             | Votes blancs               | Votes blancs             | Votes blancs             | 540          | 4,50         | 569         | 4,68        |
| Votes nuls               | Votes nuls                 | Votes nuls               | Votes nuls               | 174          | 1,45         | 198         | 1,63        |
| Total                    | Total                      | Total                    | Total                    | 11 998       | 100          | 12 161      | 100         |
| Abstention               | Abstention                 | Abstention               | Abstention               | 27 077       | 69,29        | 26 930      | 68,89       |
| Inscrits / participation | Inscrits / participation   | Inscrits / participation | Inscrits / participation | 39 075       | 30,71        | 39 091      | 31,11       |

### Canton de Carquefou
| Candidats                | Candidats                   | Partis                   | Nuance                   | Premier tour | Premier tour | Second tour | Second tour |
| Candidats                | Candidats                   | Partis                   | Nuance                   | Voix         | %            | Voix        | %           |
| ------------------------ | --------------------------- | ------------------------ | ------------------------ | ------------ | ------------ | ----------- | ----------- |
|                          | Véronique Dubettier-Grenier | DVD                      | DVD                      | 4 576        | 37,98        | 7 010       | 54,99       |
|                          | Serge Mounier               | DVD                      | DVD                      | 4 576        | 37,98        | 7 010       | 54,99       |
|                          | Catherine Corbes            | DVG                      | DVG                      | 4 206        | 34,91        | 5 737       | 45,01       |
|                          | Jean-Christophe Loez        | DVG                      | DVG                      | 4 206        | 34,91        | 5 737       | 45,01       |
|                          | Maxime Thébaud              | LREM                     | UC                       | 1 221        | 10,13        |             |             |
|                          | Océane Zuba                 | MoDem                    | UC                       | 1 221        | 10,13        |             |             |
|                          | Thierry Leturc              | RN                       | RN                       | 1 055        | 8,76         |             |             |
|                          | Gaelle Massiot              | RN                       | RN                       | 1 055        | 8,76         |             |             |
|                          | Jéromine Da Prat            | DVD                      | DVD                      | 991          | 8,22         |             |             |
|                          | Patrick Vrignaud            | DVD                      | DVD                      | 991          | 8,22         |             |             |
|                          |                             |                          |                          |              |              |             |             |
| Suffrages exprimés       | Suffrages exprimés          | Suffrages exprimés       | Suffrages exprimés       | 12 049       | 97,74        | 12 747      | 96,68       |
| Votes blancs             | Votes blancs                | Votes blancs             | Votes blancs             | 171          | 1,39         | 262         | 1,99        |
| Votes nuls               | Votes nuls                  | Votes nuls               | Votes nuls               | 108          | 0,88         | 176         | 1,33        |
| Total                    | Total                       | Total                    | Total                    | 12 328       | 100          | 13 185      | 100         |
| Abstention               | Abstention                  | Abstention               | Abstention               | 24 234       | 66,28        | 23 385      | 36,05       |
| Inscrits / participation | Inscrits / participation    | Inscrits / participation | Inscrits / participation | 36 562       | 33,72        | 36 570      | 63,95       |

### Canton de La Chapelle-sur-Erdre
| Candidats                | Candidats                | Partis                   | Nuance                   | Premier tour | Premier tour | Second tour | Second tour |
| Candidats                | Candidats                | Partis                   | Nuance                   | Voix         | %            | Voix        | %           |
| ------------------------ | ------------------------ | ------------------------ | ------------------------ | ------------ | ------------ | ----------- | ----------- |
|                          | Nathalie Leblanc         | PS                       | UGE                      | 6 270        | 46,71        | 6 914       | 48,41       |
|                          | Franck Mousset           | EÉLV                     | UGE                      | 6 270        | 46,71        | 6 914       | 48,41       |
|                          | Erwan Bouvais            | DVD                      | DVD                      | 5 924        | 44,13        | 7 367       | 51,59       |
|                          | Élisa Drion              | DVD                      | DVD                      | 5 924        | 44,13        | 7 367       | 51,59       |
|                          | David Boisdron           | RN                       | RN                       | 1 230        | 9,16         |             |             |
|                          | Ombeline Gidoin          | RN                       | RN                       | 1 230        | 9,16         |             |             |
|                          |                          |                          |                          |              |              |             |             |
| Suffrages exprimés       | Suffrages exprimés       | Suffrages exprimés       | Suffrages exprimés       | 13 424       | 96,99        | 14 281      | 96,77       |
| Votes blancs             | Votes blancs             | Votes blancs             | Votes blancs             | 272          | 1,97         | 331         | 2,24        |
| Votes nuls               | Votes nuls               | Votes nuls               | Votes nuls               | 144          | 1,04         | 145         | 0,98        |
| Total                    | Total                    | Total                    | Total                    | 13 840       | 100          | 14 757      | 100         |
| Abstention               | Abstention               | Abstention               | Abstention               | 27 718       | 66,70        | 26 803      | 64,49       |
| Inscrits / participation | Inscrits / participation | Inscrits / participation | Inscrits / participation | 41 558       | 33,30        | 41 560      | 35,51       |

### Canton de Châteaubriant
| Candidats                | Candidats                | Partis                   | Nuance                   | Premier tour | Premier tour | Second tour | Second tour |
| Candidats                | Candidats                | Partis                   | Nuance                   | Voix         | %            | Voix        | %           |
| ------------------------ | ------------------------ | ------------------------ | ------------------------ | ------------ | ------------ | ----------- | ----------- |
|                          | Catherine Ciron          | LR                       | UD                       | 3 445        | 47,64        | 4 659       | 66,45       |
|                          | Philippe Dugravot        | DVD                      | UD                       | 3 445        | 47,64        | 4 659       | 66,45       |
|                          | Bernard Gaudin           | DVG                      | DVG                      | 1 859        | 25,71        | 2 352       | 33,55       |
|                          | Françoise Guinchard      | DVG                      | DVG                      | 1 859        | 25,71        | 2 352       | 33,55       |
|                          | Catherine Chollet        | RN                       | RN                       | 1 122        | 15,51        |             |             |
|                          | Christian Mocquard       | RN                       | RN                       | 1 122        | 15,51        |             |             |
|                          | Sylvie Carcreff          | DVC                      | UC                       | 806          | 11,14        |             |             |
|                          | François-Xavier Le Hécho | LREM                     | UC                       | 806          | 11,14        |             |             |
|                          |                          |                          |                          |              |              |             |             |
| Suffrages exprimés       | Suffrages exprimés       | Suffrages exprimés       | Suffrages exprimés       | 7 232        | 95,48        | 7 011       | 93,82       |
| Votes blancs             | Votes blancs             | Votes blancs             | Votes blancs             | 221          | 2,92         | 283         | 3,79        |
| Votes nuls               | Votes nuls               | Votes nuls               | Votes nuls               | 121          | 1,60         | 179         | 2,40        |
| Total                    | Total                    | Total                    | Total                    | 7 574        | 100          | 7 473       | 100         |
| Abstention               | Abstention               | Abstention               | Abstention               | 17 153       | 69,37        | 17 259      | 69,78       |
| Inscrits / participation | Inscrits / participation | Inscrits / participation | Inscrits / participation | 24 727       | 30,63        | 24 732      | 30,22       |

### Canton de Clisson
| Candidats                | Candidats                | Partis                   | Nuance                   | Premier tour | Premier tour | Second tour | Second tour |
| Candidats                | Candidats                | Partis                   | Nuance                   | Voix         | %            | Voix        | %           |
| ------------------------ | ------------------------ | ------------------------ | ------------------------ | ------------ | ------------ | ----------- | ----------- |
|                          | François Guillot         | LR                       | UD                       | 4 192        | 46,36        | 4 975       | 55,61       |
|                          | Nelly Sorin              | DVD                      | UD                       | 4 192        | 46,36        | 4 975       | 55,61       |
|                          | Stéphane Enteme          | DVG                      | DVG                      | 3 186        | 35,23        | 3 971       | 44,39       |
|                          | Véronique Neau-Redois    | DVG                      | DVG                      | 3 186        | 35,23        | 3 971       | 44,39       |
|                          | Matéo Baracassa          | RN                       | RN                       | 1 019        | 11,27        |             |             |
|                          | Nathalie Thiébaut        | RN                       | RN                       | 1 019        | 11,27        |             |             |
|                          | Pedro Maïa               | PCF                      | COM                      | 646          | 7,14         |             |             |
|                          | Elsa Paquis-Laurent      | PCF                      | COM                      | 646          | 7,14         |             |             |
|                          |                          |                          |                          |              |              |             |             |
| Suffrages exprimés       | Suffrages exprimés       | Suffrages exprimés       | Suffrages exprimés       | 9 043        | 96,07        | 8 946       | 95,33       |
| Votes blancs             | Votes blancs             | Votes blancs             | Votes blancs             | 220          | 2,34         | 258         | 2,75        |
| Votes nuls               | Votes nuls               | Votes nuls               | Votes nuls               | 150          | 1,59         | 180         | 1,92        |
| Total                    | Total                    | Total                    | Total                    | 9 413        | 100          | 9 384       | 100         |
| Abstention               | Abstention               | Abstention               | Abstention               | 20 950       | 69,00        | 20 985      | 69,10       |
| Inscrits / participation | Inscrits / participation | Inscrits / participation | Inscrits / participation | 30 630       | 31,00        | 30 369      | 30,90       |

### Canton de Guémené-Penfao
| Candidats                | Candidats                 | Partis                   | Nuance                   | Premier tour | Premier tour | Second tour | Second tour |
| Candidats                | Candidats                 | Partis                   | Nuance                   | Voix         | %            | Voix        | %           |
| ------------------------ | ------------------------- | ------------------------ | ------------------------ | ------------ | ------------ | ----------- | ----------- |
|                          | Laurence Le Bihan         | DVD                      | DIV                      | 3 730        | 49,10        | 4 608       | 61,09       |
|                          | Jean-Claude Provost       | DVD                      | DIV                      | 3 730        | 49,10        | 4 608       | 61,09       |
|                          | Ketty Knockaert-Guillaume | DVG                      | DVG                      | 1 748        | 23,01        | 2 935       | 38,91       |
|                          | Jean-Pierre Possoz        | DVG                      | DVG                      | 1 748        | 23,01        | 2 935       | 38,91       |
|                          | Juliette Coanet           | LFI                      | UG                       | 1 120        | 14,74        |             |             |
|                          | Christian Le Caloch       | PCF                      | UG                       | 1 120        | 14,74        |             |             |
|                          | Victoria de Vigneral      | RN                       | RN                       | 999          | 13,15        |             |             |
|                          | Jérémie Fournier          | RN                       | RN                       | 999          | 13,15        |             |             |
|                          |                           |                          |                          |              |              |             |             |
| Suffrages exprimés       | Suffrages exprimés        | Suffrages exprimés       | Suffrages exprimés       | 7 597        | 95,87        | 7 543       | 94,55       |
| Votes blancs             | Votes blancs              | Votes blancs             | Votes blancs             | 198          | 2,50         | 272         | 3,41        |
| Votes nuls               | Votes nuls                | Votes nuls               | Votes nuls               | 129          | 1,63         | 163         | 2,04        |
| Total                    | Total                     | Total                    | Total                    | 7 924        | 100          | 7 978       | 100         |
| Abstention               | Abstention                | Abstention               | Abstention               | 18 052       | 69,49        | 18 012      | 69,30       |
| Inscrits / participation | Inscrits / participation  | Inscrits / participation | Inscrits / participation | 25 976       | 30,51        | 25 990      | 30,70       |

### Canton de Guérande
| Candidats                | Candidats                | Partis                   | Nuance                   | Premier tour | Premier tour | Second tour | Second tour |
| Candidats                | Candidats                | Partis                   | Nuance                   | Voix         | %            | Voix        | %           |
| ------------------------ | ------------------------ | ------------------------ | ------------------------ | ------------ | ------------ | ----------- | ----------- |
|                          | Hubert Delorme           | LR                       | DVD                      | 3 467        | 27,02        | 6 262       | 48,99       |
|                          | Anouk Paolozzi-Dabo      | LR                       | DVD                      | 3 467        | 27,02        | 6 262       | 48,99       |
|                          | Didier Cadro             | DVG                      | DVG                      | 3 466        | 27,01        | 6 521       | 51,01       |
|                          | Christelle Chassé        | DVG                      | DVG                      | 3 466        | 27,01        | 6 521       | 51,01       |
|                          | Gaëlle Estay             | EÉLV                     | UGE                      | 2 131        | 16,61        |             |             |
|                          | Christian Tholin         | LFI                      | UGE                      | 2 131        | 16,61        |             |             |
|                          | Geneviève Bannwarth      | RN                       | RN                       | 1 730        | 13,48        |             |             |
|                          | Samuel Pavot             | RN                       | RN                       | 1 730        | 13,48        |             |             |
|                          | Guylène Hervoche         | DVD                      | UCD                      | 1 632        | 12,72        |             |             |
|                          | Denis Sébilo             | DVD                      | UCD                      | 1 632        | 12,72        |             |             |
|                          | Gaël Bourdeau            | DLF                      | DSV                      | 406          | 3,16         |             |             |
|                          | Armelle Guénolé          | DLF                      | DSV                      | 406          | 3,16         |             |             |
|                          |                          |                          |                          |              |              |             |             |
| Suffrages exprimés       | Suffrages exprimés       | Suffrages exprimés       | Suffrages exprimés       | 12 832       | 96,26        | 12 783      | 93,88       |
| Votes blancs             | Votes blancs             | Votes blancs             | Votes blancs             | 330          | 2,48         | 576         | 4,23        |
| Votes nuls               | Votes nuls               | Votes nuls               | Votes nuls               | 169          | 1,27         | 257         | 1,89        |
| Total                    | Total                    | Total                    | Total                    | 1 331        | 100          | 13 616      | 100         |
| Abstention               | Abstention               | Abstention               | Abstention               | 29 074       | 68,56        | 28 781      | 67,88       |
| Inscrits / participation | Inscrits / participation | Inscrits / participation | Inscrits / participation | 42 405       | 31,44        | 42 397      | 32,12       |

### Canton de Machecoul-Saint-Même
| Candidats                | Candidats                | Partis                   | Nuance                   | Premier tour | Premier tour | Second tour | Second tour |
| Candidats                | Candidats                | Partis                   | Nuance                   | Voix         | %            | Voix        | %           |
| ------------------------ | ------------------------ | ------------------------ | ------------------------ | ------------ | ------------ | ----------- | ----------- |
|                          | Jean Charrier            | DVG                      | DVG                      | 4 163        | 48,97        | 4 610       | 54,18       |
|                          | Karine Fouquet           | DVG                      | DVG                      | 4 163        | 48,97        | 4 610       | 54,18       |
|                          | Sandrine Joubert         | DVD                      | DVD                      | 2 837        | 33,37        | 3 898       | 45,82       |
|                          | Gaëtan Léauté            | DVD                      | DVD                      | 2 837        | 33,37        | 3 898       | 45,82       |
|                          | Bastian Maldiney         | RN                       | RN                       | 1 501        | 17,66        |             |             |
|                          | Emma Minot               | RN                       | RN                       | 1 501        | 17,66        |             |             |
|                          |                          |                          |                          |              |              |             |             |
| Suffrages exprimés       | Suffrages exprimés       | Suffrages exprimés       | Suffrages exprimés       | 8 501        | 94,09        | 8 508       | 93,21       |
| Votes blancs             | Votes blancs             | Votes blancs             | Votes blancs             | 388          | 4,29         | 430         | 4,71        |
| Votes nuls               | Votes nuls               | Votes nuls               | Votes nuls               | 146          | 1,62         | 190         | 2,08        |
| Total                    | Total                    | Total                    | Total                    | 9 035        | 100          | 9 128       | 100         |
| Abstention               | Abstention               | Abstention               | Abstention               | 21 640       | 70,55        | 21 550      | 70,25       |
| Inscrits / participation | Inscrits / participation | Inscrits / participation | Inscrits / participation | 30 675       | 29,45        | 30 678      | 29,75       |

### Canton de Nantes-1
| Candidats                | Candidats                | Partis                   | Nuance                   | Premier tour | Premier tour | Second tour | Second tour |
| Candidats                | Candidats                | Partis                   | Nuance                   | Voix         | %            | Voix        | %           |
| ------------------------ | ------------------------ | ------------------------ | ------------------------ | ------------ | ------------ | ----------- | ----------- |
|                          | Vincent Danis            | DVG                      | UG                       | 3 412        | 35,70        | 5 864       | 57,37       |
|                          | Fabienne Padovani        | PS                       | UG                       | 3 412        | 35,70        | 5 864       | 57,37       |
|                          | Sophie Delangue          | DVD                      | DVD                      | 2 560        | 26,78        | 4 357       | 42,63       |
|                          | Didier Rousset           | DVD                      | DVD                      | 2 560        | 26,78        | 4 357       | 42,63       |
|                          | Simon Chabasse           | DVG                      | DVG                      | 1 917        | 20,06        |             |             |
|                          | Fanny Maillet            | DVG                      | DVG                      | 1 917        | 20,06        |             |             |
|                          | Isabelle Le Floch        | LREM                     | REM                      | 1 669        | 17,46        |             |             |
|                          | Patrick Sarradin         | LREM                     | REM                      | 1 669        | 17,46        |             |             |
|                          |                          |                          |                          |              |              |             |             |
| Suffrages exprimés       | Suffrages exprimés       | Suffrages exprimés       | Suffrages exprimés       | 9 558        | 97,33        | 10 221      | 96,60       |
| Votes blancs             | Votes blancs             | Votes blancs             | Votes blancs             | 207          | 2,11         | 268         | 2,53        |
| Votes nuls               | Votes nuls               | Votes nuls               | Votes nuls               | 55           | 0,56         | 92          | 0,87        |
| Total                    | Total                    | Total                    | Total                    | 9 820        | 100          | 10 581      | 100         |
| Abstention               | Abstention               | Abstention               | Abstention               | 17 747       | 64,38        | 16 987      | 61,62       |
| Inscrits / participation | Inscrits / participation | Inscrits / participation | Inscrits / participation | 27 567       | 35,62        | 27 568      | 38,38       |

### Canton de Nantes-2
| Candidats                | Candidats                | Partis                   | Nuance                   | Premier tour | Premier tour | Second tour | Second tour |
| Candidats                | Candidats                | Partis                   | Nuance                   | Voix         | %            | Voix        | %           |
| ------------------------ | ------------------------ | ------------------------ | ------------------------ | ------------ | ------------ | ----------- | ----------- |
|                          | Ombeline Accarion        | EELV                     | UGE                      | 3 714        | 43,57        | 5 531       | 61,57       |
|                          | David Martineau          | PS                       | UGE                      | 3 714        | 43,57        | 5 531       | 61,57       |
|                          | David L’Hour             | LR                       | DVD                      | 1 960        | 22,99        | 3 453       | 38,43       |
|                          | Alexandra Monet          | LR                       | DVD                      | 1 960        | 22,99        | 3 453       | 38,43       |
|                          | Sylvanie Duval           | LREM                     | REM                      | 1 637        | 19,20        |             |             |
|                          | Marc Lacoste             | LREM                     | REM                      | 1 637        | 19,20        |             |             |
|                          | Ségolène Amiot           | LFI                      | FI                       | 1 214        | 14,24        |             |             |
|                          | Kevin Loquais            | LFI                      | FI                       | 1 214        | 14,24        |             |             |
|                          |                          |                          |                          |              |              |             |             |
| Suffrages exprimés       | Suffrages exprimés       | Suffrages exprimés       | Suffrages exprimés       | 8 525        | 96,52        | 8 984       | 96,57       |
| Votes blancs             | Votes blancs             | Votes blancs             | Votes blancs             | 225          | 2,55         | 235         | 2,53        |
| Votes nuls               | Votes nuls               | Votes nuls               | Votes nuls               | 82           | 0,93         | 84          | 0,90        |
| Total                    | Total                    | Total                    | Total                    | 8 832        | 100          | 9 303       | 100         |
| Abstention               | Abstention               | Abstention               | Abstention               | 17 687       | 66,70        | 17 218      | 64,92       |
| Inscrits / participation | Inscrits / participation | Inscrits / participation | Inscrits / participation | 26 519       | 33,30        | 26 521      | 35,08       |

### Canton de Nantes-3
| Candidats                | Candidats                | Partis                   | Nuance                   | Premier tour | Premier tour | Second tour | Second tour |
| Candidats                | Candidats                | Partis                   | Nuance                   | Voix         | %            | Voix        | %           |
| ------------------------ | ------------------------ | ------------------------ | ------------------------ | ------------ | ------------ | ----------- | ----------- |
|                          | Ugo Bessière             | EÉLV                     | DVG                      | 3 524        | 38,62        | 6 294       | 64,71       |
|                          | Fanny Sallé              | PS                       | DVG                      | 3 524        | 38,62        | 6 294       | 64,71       |
|                          | Leïla Chergui            | DVD                      | DVD                      | 1 798        | 19,70        | 3 432       | 35,29       |
|                          | Maxime Henri-Rousseau    | DVD                      | DVD                      | 1 798        | 19,70        | 3 432       | 35,29       |
|                          | Isabelle Anne Rio        | MoDem                    | MDM                      | 1 625        | 17,81        |             |             |
|                          | Arnauld d’Achon          | MoDem                    | MDM                      | 1 625        | 17,81        |             |             |
|                          | Clément Barailla         | NEC                      | DVG                      | 1 216        | 13,33        |             |             |
|                          | Sophie Jallier           | NEC                      | DVG                      | 1 216        | 13,33        |             |             |
|                          | Bruno Chevalier          | GRS                      | UG                       | 962          | 10,54        |             |             |
|                          | Anouk Guézet             | PCF                      | UG                       | 962          | 10,54        |             |             |
|                          |                          |                          |                          |              |              |             |             |
| Suffrages exprimés       | Suffrages exprimés       | Suffrages exprimés       | Suffrages exprimés       | 9 125        | 96,78        | 9 726       | 96,34       |
| Votes blancs             | Votes blancs             | Votes blancs             | Votes blancs             | 220          | 2,33         | 278         | 2,75        |
| Votes nuls               | Votes nuls               | Votes nuls               | Votes nuls               | 84           | 0,89         | 91          | 0,9         |
| Total                    | Total                    | Total                    | Total                    | 9 429        | 100          | 10 095      | 100         |
| Abstention               | Abstention               | Abstention               | Abstention               | 20 795       | 68,8         | 20 135      | 66,61       |
| Inscrits / participation | Inscrits / participation | Inscrits / participation | Inscrits / participation | 30 224       | 31,2         | 30 230      | 33,39       |

### Canton de Nantes-4
| Candidats                | Candidats                | Partis                   | Nuance                   | Premier tour | Premier tour | Second tour | Second tour |
| Candidats                | Candidats                | Partis                   | Nuance                   | Voix         | %            | Voix        | %           |
| ------------------------ | ------------------------ | ------------------------ | ------------------------ | ------------ | ------------ | ----------- | ----------- |
|                          | Jérôme Alemany           | PS                       | UGE                      | 3 508        | 42,73        | 5 351       | 60,27       |
|                          | Louise Pahun             | EÉLV                     | UGE                      | 3 508        | 42,73        | 5 351       | 60,27       |
|                          | Clarisse Audoin-Briand   | DVD                      | DVD                      | 2 062        | 25,12        | 3 527       | 39,73       |
|                          | Alexis Wintrebert        | DVD                      | DVD                      | 2 062        | 25,12        | 3 527       | 39,73       |
|                          | Riadh Brahim             | LREM                     | REM                      | 1 310        | 15,96        |             |             |
|                          | Donatienne Chouteau      | LREM                     | REM                      | 1 310        | 15,96        |             |             |
|                          | Ibrahim Nidal            | NEC                      | DVG                      | 1 608        | 13,01        |             |             |
|                          | Morgane Petiteau         | NEC                      | DVG                      | 1 608        | 13,01        |             |             |
|                          | Régine Catillon          | DVG                      | DVG                      | 262          | 3,19         |             |             |
|                          | Nordine Saidou           | DVG                      | DVG                      | 262          | 3,19         |             |             |
|                          |                          |                          |                          |              |              |             |             |
| Suffrages exprimés       | Suffrages exprimés       | Suffrages exprimés       | Suffrages exprimés       | 8 210        | 96,45        | 8 878       | 96,51       |
| Votes blancs             | Votes blancs             | Votes blancs             | Votes blancs             | 235          | 2,76         | 250         | 2,72        |
| Votes nuls               | Votes nuls               | Votes nuls               | Votes nuls               | 67           | 0,79         | 71          | 0,77        |
| Total                    | Total                    | Total                    | Total                    | 8 512        | 100          | 9 199       | 100         |
| Abstention               | Abstention               | Abstention               | Abstention               | 17 331       | 67,06        | 16 645      | 64,41       |
| Inscrits / participation | Inscrits / participation | Inscrits / participation | Inscrits / participation | 25 843       | 32,94        | 25 844      | 35,59       |

### Canton de Nantes-5
| Candidats                | Candidats                | Partis                   | Nuance                   | Premier tour | Premier tour | Second tour | Second tour |
| Candidats                | Candidats                | Partis                   | Nuance                   | Voix         | %            | Voix        | %           |
| ------------------------ | ------------------------ | ------------------------ | ------------------------ | ------------ | ------------ | ----------- | ----------- |
|                          | Lyliane Jean             | PS                       | DVG                      | 3 295        | 47,77        | 4 353       | 58,76       |
|                          | Ali Rebouh               | DVG                      | DVG                      | 3 295        | 47,77        | 4 353       | 58,76       |
|                          | Curtis Derrien           | DVD                      | DVD                      | 2 721        | 39,45        | 3 055       | 41,24       |
|                          | Sophie Van Goethem       | DVD                      | DVD                      | 2 721        | 39,45        | 3 055       | 41,24       |
|                          | Robin Salecroix          | PCF                      | COM                      | 881          | 12,77        |             |             |
|                          | Clotilde Seassau         | PCF                      | COM                      | 881          | 12,77        |             |             |
|                          |                          |                          |                          |              |              |             |             |
| Suffrages exprimés       | Suffrages exprimés       | Suffrages exprimés       | Suffrages exprimés       | 6 897        | 95,90        | 7 408       | 96,38       |
| Votes blancs             | Votes blancs             | Votes blancs             | Votes blancs             | 211          | 2,93         | 200         | 2,60        |
| Votes nuls               | Votes nuls               | Votes nuls               | Votes nuls               | 84           | 1,17         | 78          | 1,01        |
| Total                    | Total                    | Total                    | Total                    | 7 192        | 100          | 7 686       | 100         |
| Abstention               | Abstention               | Abstention               | Abstention               | 18 744       | 72,27        | 18 253      | 70,37       |
| Inscrits / participation | Inscrits / participation | Inscrits / participation | Inscrits / participation | 25 936       | 27,73        | 25 939      | 29,63       |

### Canton de Nantes-6
| Candidats                | Candidats                | Partis                   | Nuance                   | Premier tour | Premier tour | Second tour | Second tour |
| Candidats                | Candidats                | Partis                   | Nuance                   | Voix         | %            | Voix        | %           |
| ------------------------ | ------------------------ | ------------------------ | ------------------------ | ------------ | ------------ | ----------- | ----------- |
|                          | Cécile Bir               | PS                       | UG                       | 2 819        | 34,84        | 4 658       | 53,94       |
|                          | Pascal Bolo              | PS                       | UG                       | 2 819        | 34,84        | 4 658       | 53,94       |
|                          | Agnès Dupin              | DVD                      | DVD                      | 2 318        | 28,65        | 3 978       | 46,06       |
|                          | Sébastien Le Mer         | DVD                      | DVD                      | 2 318        | 28,65        | 3 978       | 46,06       |
|                          | Mounir Belhamiti         | LREM                     | REM                      | 1 703        | 21,05        |             |             |
|                          | Marguerite Griffin       | LREM                     | REM                      | 1 703        | 21,05        |             |             |
|                          | Radia Essassi            | DVG                      | UG                       | 1 251        | 15,46        |             |             |
|                          | Aymeric Seassau          | PCF                      | UG                       | 1 251        | 15,46        |             |             |
|                          |                          |                          |                          |              |              |             |             |
| Suffrages exprimés       | Suffrages exprimés       | Suffrages exprimés       | Suffrages exprimés       | 8 091        | 96,39        | 8 636       | 95,89       |
| Votes blancs             | Votes blancs             | Votes blancs             | Votes blancs             | 211          | 2,51         | 276         | 3,06        |
| Votes nuls               | Votes nuls               | Votes nuls               | Votes nuls               | 92           | 1,10         | 94          | 1,04        |
| Total                    | Total                    | Total                    | Total                    | 8 394        | 100          | 9 006       | 100         |
| Abstention               | Abstention               | Abstention               | Abstention               | 18 512       | 68,80        | 17 903      | 66,53       |
| Inscrits / participation | Inscrits / participation | Inscrits / participation | Inscrits / participation | 26 906       | 31,20        | 26 909      | 33,47       |

### Canton de Nantes-7
| Candidats                | Candidats                | Partis                   | Nuance                   | Premier tour | Premier tour | Second tour | Second tour |
| Candidats                | Candidats                | Partis                   | Nuance                   | Voix         | %            | Voix        | %           |
| ------------------------ | ------------------------ | ------------------------ | ------------------------ | ------------ | ------------ | ----------- | ----------- |
|                          | Chloé Girardot-Moitié    | EÉLV                     | UGE                      | 3 895        | 44,35        | 5 726       | 65,28       |
|                          | Michel Ménard            | PS                       | UGE                      | 3 895        | 44,35        | 5 726       | 65,28       |
|                          | Morgan Corbières         | LREM                     | UCG                      | 1 529        | 17,41        | 3 045       | 34,72       |
|                          | Carole Hanna             | ÉCO                      | UCG                      | 1 529        | 17,41        | 3 045       | 34,72       |
|                          | Marieke Delalonde        | DVD                      | DVD                      | 1 171        | 13,33        |             |             |
|                          | Mohamed Mokhles          | DVD                      | DVD                      | 1 171        | 13,33        |             |             |
|                          | Nicolas Gasnier          | RN                       | RN                       | 1 006        | 11,45        |             |             |
|                          | Éléonore Revel           | RN                       | RN                       | 1 006        | 11,45        |             |             |
|                          | Nathalie Blain           | PCF                      | COM                      | 876          | 9,97         |             |             |
|                          | Philippe Brard           | DVG                      | COM                      | 876          | 9,97         |             |             |
|                          | Marie-Andrée Aurigny     | POID                     | EXG                      | 170          | 1,94         |             |             |
|                          | Joël Levénez             | POID                     | EXG                      | 170          | 1,94         |             |             |
|                          | Alain Avello             | LP                       | EXD                      | 136          | 1,55         |             |             |
|                          | Claire Leboulanger       | LP                       | EXD                      | 136          | 1,55         |             |             |
|                          |                          |                          |                          |              |              |             |             |
| Suffrages exprimés       | Suffrages exprimés       | Suffrages exprimés       | Suffrages exprimés       | 8 783        | 96,96        | 8 771       | 91,79       |
| Votes blancs             | Votes blancs             | Votes blancs             | Votes blancs             | 209          | 2,31         | 602         | 6,30        |
| Votes nuls               | Votes nuls               | Votes nuls               | Votes nuls               | 66           | 0,73         | 183         | 1,92        |
| Total                    | Total                    | Total                    | Total                    | 9 058        | 100          | 9 556       | 100         |
| Abstention               | Abstention               | Abstention               | Abstention               | 20 737       | 69,60        | 20 244      | 67,93       |
| Inscrits / participation | Inscrits / participation | Inscrits / participation | Inscrits / participation | 29 795       | 30,40        | 29 800      | 32,07       |

### Canton de Nort-sur-Erdre
| Candidats                | Candidats                | Partis                   | Nuance                   | Premier tour | Premier tour | Second tour | Second tour |
| Candidats                | Candidats                | Partis                   | Nuance                   | Voix         | %            | Voix        | %           |
| ------------------------ | ------------------------ | ------------------------ | ------------------------ | ------------ | ------------ | ----------- | ----------- |
|                          | Yves Dauvé               | PS                       | DVG                      | 4 868        | 44,23        | 5 444       | 49,34       |
|                          | Laurence Guillemine      | DVG                      | DVG                      | 4 868        | 44,23        | 5 444       | 49,34       |
|                          | Jean-Luc Besnier         | UDI                      | UDI                      | 4 464        | 40,56        | 5 590       | 50,66       |
|                          | Anne-Marie Cordier       | UDI                      | UDI                      | 4 464        | 40,56        | 5 590       | 50,66       |
|                          | Jean-René Bargain        | RN                       | RN                       | 1 673        | 15,20        |             |             |
|                          | Jeanne Naudin            | RN                       | RN                       | 1 673        | 15,20        |             |             |
|                          |                          |                          |                          |              |              |             |             |
| Suffrages exprimés       | Suffrages exprimés       | Suffrages exprimés       | Suffrages exprimés       | 11 005       | 95,79        | 11 034      | 94,32       |
| Votes blancs             | Votes blancs             | Votes blancs             | Votes blancs             | 331          | 2,88         | 422         | 3,61        |
| Votes nuls               | Votes nuls               | Votes nuls               | Votes nuls               | 153          | 1,33         | 243         | 2,08        |
| Total                    | Total                    | Total                    | Total                    | 11 489       | 100          | 11 699      | 100         |
| Abstention               | Abstention               | Abstention               | Abstention               | 25 543       | 68,98        | 25 343      | 68,42       |
| Inscrits / participation | Inscrits / participation | Inscrits / participation | Inscrits / participation | 37 032       | 31,02        | 37 042      | 31,58       |

### Canton de Pontchâteau
| Candidats                | Candidats                | Partis                   | Nuance                   | Premier tour | Premier tour | Second tour | Second tour |
| Candidats                | Candidats                | Partis                   | Nuance                   | Voix         | %            | Voix        | %           |
| ------------------------ | ------------------------ | ------------------------ | ------------------------ | ------------ | ------------ | ----------- | ----------- |
|                          | Danielle Cornet          | DVG                      | DVG                      | 4 051        | 43,13        | 5 305       | 55,11       |
|                          | Bernard Lebeau           | DVG                      | DVG                      | 4 051        | 43,13        | 5 305       | 55,11       |
|                          | Katy Germain             | DVD                      | DVD                      | 3 738        | 39,80        | 4 321       | 44,89       |
|                          | Philippe Jouny           | DVD                      | DVD                      | 3 738        | 39,80        | 4 321       | 44,89       |
|                          | Jim Delemont             | LFI                      | FI                       | 1 604        | 17,08        |             |             |
|                          | Marie-Hélène Seroux      | LFI                      | FI                       | 1 604        | 17,08        |             |             |
|                          |                          |                          |                          |              |              |             |             |
| Suffrages exprimés       | Suffrages exprimés       | Suffrages exprimés       | Suffrages exprimés       | 9 393        | 94,03        | 9 626       | 94,04       |
| Votes blancs             | Votes blancs             | Votes blancs             | Votes blancs             | 380          | 3,80         | 404         | 3,95        |
| Votes nuls               | Votes nuls               | Votes nuls               | Votes nuls               | 216          | 2,16         | 206         | 2,01        |
| Total                    | Total                    | Total                    | Total                    | 9 989        | 100          | 10 236      | 100         |
| Abstention               | Abstention               | Abstention               | Abstention               | 25 466       | 71,83        | 25 231      | 71,14       |
| Inscrits / participation | Inscrits / participation | Inscrits / participation | Inscrits / participation | 35 455       | 28,17        | 35 467      | 28,86       |

### Canton de Pornic
| Candidats                | Candidats                | Partis                   | Nuance                   | Premier tour | Premier tour | Second tour | Second tour |
| Candidats                | Candidats                | Partis                   | Nuance                   | Voix         | %            | Voix        | %           |
| ------------------------ | ------------------------ | ------------------------ | ------------------------ | ------------ | ------------ | ----------- | ----------- |
|                          | Pierre Martin            | DVD                      | DVD                      | 5 528        | 48,89        | 7 002       | 62,43       |
|                          | Christiane Van Goethem   | LR                       | DVD                      | 5 528        | 48,89        | 7 002       | 62,43       |
|                          | Céline Boursier          | DVC                      | DVC                      | 3 143        | 27,79        | 4 214       | 37,57       |
|                          | Antoine Hubert           | DVC                      | DVC                      | 3 143        | 27,79        | 4 214       | 37,57       |
|                          | Christophe Bert          | RN                       | RN                       | 1 744        | 15,42        |             |             |
|                          | Pascale Chevrel          | RN                       | RN                       | 1 744        | 15,42        |             |             |
|                          | Nadine Eyssalet          | PLB                      | REG                      | 893          | 7,90         |             |             |
|                          | Thierry Jamet            | PLB                      | REG                      | 893          | 7,90         |             |             |
|                          |                          |                          |                          |              |              |             |             |
| Suffrages exprimés       | Suffrages exprimés       | Suffrages exprimés       | Suffrages exprimés       | 11 308       | 95,89        | 11 216      | 93,72       |
| Votes blancs             | Votes blancs             | Votes blancs             | Votes blancs             | 345          | 2,93         | 549         | 4,59        |
| Votes nuls               | Votes nuls               | Votes nuls               | Votes nuls               | 140          | 1,19         | 202         | 1,69        |
| Total                    | Total                    | Total                    | Total                    | 11 793       | 100          | 11 967      | 100         |
| Abstention               | Abstention               | Abstention               | Abstention               | 22 996       | 66,10        | 22 821      | 65,60       |
| Inscrits / participation | Inscrits / participation | Inscrits / participation | Inscrits / participation | 34 789       | 33,90        | 34 788      | 34,40       |

### Canton de Rezé-1
| Candidats                | Candidats                | Partis                   | Nuance                   | Premier tour | Premier tour | Second tour | Second tour |
| Candidats                | Candidats                | Partis                   | Nuance                   | Voix         | %            | Voix        | %           |
| ------------------------ | ------------------------ | ------------------------ | ------------------------ | ------------ | ------------ | ----------- | ----------- |
|                          | Myriam Bigeard           | PS                       | SOC                      | 3 405        | 38,04        | 5 755       | 58,96       |
|                          | Freddy Hervochon         | PS                       | SOC                      | 3 405        | 38,04        | 5 755       | 58,96       |
|                          | Fabrice Bascoul          | DVD                      | DVD                      | 2 541        | 28,38        | 4 006       | 41,04       |
|                          | Sophie Pavageau          | DVD                      | DVD                      | 2 541        | 28,38        | 4 006       | 41,04       |
|                          | Anne-Myriam Douchement   | MoDem                    | UCD                      | 1 339        | 14,96        |             |             |
|                          | Ronan Grippay            | Agir                     | UCD                      | 1 339        | 14,96        |             |             |
|                          | François Lelièvre        | LFI                      | FI                       | 870          | 9,72         |             |             |
|                          | Marie-Pierre Ratez       | LFI                      | FI                       | 870          | 9,72         |             |             |
|                          | Julie Cochin             | PCF                      | COM                      | 797          | 8,90         |             |             |
|                          | Nicolas Proutière        | PCF                      | COM                      | 797          | 8,90         |             |             |
|                          |                          |                          |                          |              |              |             |             |
| Suffrages exprimés       | Suffrages exprimés       | Suffrages exprimés       | Suffrages exprimés       | 8 952        | 94,18        | 9 761       | 95,27       |
| Votes blancs             | Votes blancs             | Votes blancs             | Votes blancs             | 390          | 4,10         | 321         | 3,13        |
| Votes nuls               | Votes nuls               | Votes nuls               | Votes nuls               | 163          | 1,71         | 164         | 1,60        |
| Total                    | Total                    | Total                    | Total                    | 9 505        | 100          | 10 246      | 100         |
| Abstention               | Abstention               | Abstention               | Abstention               | 22 097       | 69,92        | 21 364      | 67,59       |
| Inscrits / participation | Inscrits / participation | Inscrits / participation | Inscrits / participation | 31 602       | 30,08        | 31 610      | 32,41       |

### Canton de Rezé-2
| Candidats                | Candidats                | Partis                   | Nuance                   | Premier tour | Premier tour | Second tour | Second tour |
| Candidats                | Candidats                | Partis                   | Nuance                   | Voix         | %            | Voix        | %           |
| ------------------------ | ------------------------ | ------------------------ | ------------------------ | ------------ | ------------ | ----------- | ----------- |
|                          | Dominique Poirout        | DVG                      | DVG                      | 2 749        | 35,23        | 4 515       | 59,27       |
|                          | François Thiriet         | DVG                      | DVG                      | 2 749        | 35,23        | 4 515       | 59,27       |
|                          | Yann Quéméneur           | UDB                      | UG                       | 1 977        | 25,34        | 3 103       | 40,73       |
|                          | Malika Tararbit          | PS                       | UG                       | 1 977        | 25,34        | 3 103       | 40,73       |
|                          | Olivier Bousseau         | LREM                     | REM                      | 1 282        | 16,43        |             |             |
|                          | Valérie Janoska          | LREM                     | REM                      | 1 282        | 16,43        |             |             |
|                          | Agathe Halkovich         | DVC                      | DVC                      | 1 107        | 14,19        |             |             |
|                          | Grégory Le Gall          | DVC                      | DVC                      | 1 107        | 14,19        |             |             |
|                          | Clément Chebanier        | PCF                      | COM                      | 688          | 8,82         |             |             |
|                          | Gulasor Uzunpinar        | PCF                      | COM                      | 688          | 8,82         |             |             |
|                          |                          |                          |                          |              |              |             |             |
| Suffrages exprimés       | Suffrages exprimés       | Suffrages exprimés       | Suffrages exprimés       | 7 803        | 95,61        | 7 618       | 88,61       |
| Votes blancs             | Votes blancs             | Votes blancs             | Votes blancs             | 237          | 2,90         | 672         | 7,82        |
| Votes nuls               | Votes nuls               | Votes nuls               | Votes nuls               | 121          | 1,48         | 307         | 3,57        |
| Total                    | Total                    | Total                    | Total                    | 26 425       | 100          | 8 597       | 100         |
| Abstention               | Abstention               | Abstention               | Abstention               | 18 264       | 69,12        | 17 834      | 67,47       |
| Inscrits / participation | Inscrits / participation | Inscrits / participation | Inscrits / participation | 26 425       | 30,88        | 26 431      | 32,53       |

### Canton de Saint-Brevin-les-Pins
| Candidats                | Candidats                 | Partis                   | Nuance                   | Premier tour | Premier tour | Second tour | Second tour |
| Candidats                | Candidats                 | Partis                   | Nuance                   | Voix         | %            | Voix        | %           |
| ------------------------ | ------------------------- | ------------------------ | ------------------------ | ------------ | ------------ | ----------- | ----------- |
|                          | Marie-Christine Curaudeau | DVD                      | DVD                      | 5 062        | 53,31        | 5 363       | 53,23       |
|                          | Thierry Deville           | DVD                      | DVD                      | 5 062        | 53,31        | 5 363       | 53,23       |
|                          | Xavier Arnaud             | ECO                      | DVG                      | 4 434        | 46,69        | 4 712       | 46,77       |
|                          | Farida Mellal-Tebib       | DVG                      | DVG                      | 4 434        | 46,69        | 4 712       | 46,77       |
|                          |                           |                          |                          |              |              |             |             |
| Suffrages exprimés       | Suffrages exprimés        | Suffrages exprimés       | Suffrages exprimés       | 9 496        | 93,17        | 10 075      | 94,84       |
| Votes blancs             | Votes blancs              | Votes blancs             | Votes blancs             | 462          | 4,53         | 353         | 3,32        |
| Votes nuls               | Votes nuls                | Votes nuls               | Votes nuls               | 234          | 2,30         | 195         | 1,84        |
| Total                    | Total                     | Total                    | Total                    | 10 192       | 100          | 10 623      | 100         |
| Abstention               | Abstention                | Abstention               | Abstention               | 26 184       | 71,98        | 25 760      | 70,80       |
| Inscrits / participation | Inscrits / participation  | Inscrits / participation | Inscrits / participation | 36 376       | 28,02        | 36 383      | 29,20       |

### Canton de Saint-Herblain-1
| Candidats                | Candidats                | Partis                   | Nuance                   | Premier tour | Premier tour | Second tour | Second tour |
| Candidats                | Candidats                | Partis                   | Nuance                   | Voix         | %            | Voix        | %           |
| ------------------------ | ------------------------ | ------------------------ | ------------------------ | ------------ | ------------ | ----------- | ----------- |
|                          | Hervé Corouge            | PS                       | SOC                      | 3 535        | 29,25        | 5 723       | 54,10       |
|                          | Carole Grelaud           | PS                       | SOC                      | 3 535        | 29,25        | 5 723       | 54,10       |
|                          | Étienne Lechat           | EÉLV                     | UGE                      | 2 563        | 21,21        | 4 855       | 45,90       |
|                          | Anne Thébaud             | EÉLV                     | UGE                      | 2 563        | 21,21        | 4 855       | 45,90       |
|                          | Vanessa Gallerand        | LR                       | UD                       | 2 024        | 16,75        |             |             |
|                          | Jean-Michel Ivan         | LR                       | UD                       | 2 024        | 16,75        |             |             |
|                          | Sophie Alix-Liorit       | MoDem                    | MDM                      | 1 984        | 13,94        |             |             |
|                          | Patrice Bolo             | MoDem                    | MDM                      | 1 984        | 13,94        |             |             |
|                          | Odile Arnée              | RN                       | RN                       | 1 558        | 12,89        |             |             |
|                          | Philippe Dursin          | RN                       | RN                       | 1 558        | 12,89        |             |             |
|                          | Pierre Camus-Lutz        | PCF                      | COM                      | 720          | 5,96         |             |             |
|                          | Florence Couvez          | PCF                      | COM                      | 720          | 5,96         |             |             |
|                          |                          |                          |                          |              |              |             |             |
| Suffrages exprimés       | Suffrages exprimés       | Suffrages exprimés       | Suffrages exprimés       | 12 084       | 96,19        | 10 578      | 80,93       |
| Votes blancs             | Votes blancs             | Votes blancs             | Votes blancs             | 410          | 3,26         | 2 119       | 16,21       |
| Votes nuls               | Votes nuls               | Votes nuls               | Votes nuls               | 69           | 0,55         | 374         | 2,86        |
| Total                    | Total                    | Total                    | Total                    | 12 563       | 100          | 13 071      | 100         |
| Abstention               | Abstention               | Abstention               | Abstention               | 29 475       | 70,12        | 28 984      | 68,92       |
| Inscrits / participation | Inscrits / participation | Inscrits / participation | Inscrits / participation | 42 038       | 29,88        | 42 055      | 31,08       |

### Canton de Saint-Herblain-2
| Candidats                | Candidats                | Partis                   | Nuance                   | Premier tour | Premier tour | Second tour | Second tour |
| Candidats                | Candidats                | Partis                   | Nuance                   | Voix         | %            | Voix        | %           |
| ------------------------ | ------------------------ | ------------------------ | ------------------------ | ------------ | ------------ | ----------- | ----------- |
|                          | Laurent Dubost           | EÉLV                     | UGE                      | 4 123        | 38,69        | 5 951       | 51,15       |
|                          | Farida Rebouh            | PS                       | UGE                      | 4 123        | 38,69        | 5 951       | 51,15       |
|                          | Sébastien Arrouet        | DVD                      | DVD                      | 3 476        | 32,62        | 5 683       | 48,85       |
|                          | Alexandra Jacquet        | Agir                     | DVD                      | 3 476        | 32,62        | 5 683       | 48,85       |
|                          | Camille Jaffrelo         | LREM                     | REM                      | 2 307        | 21,65        |             |             |
|                          | Gérard Kaas              | LREM                     | REM                      | 2 307        | 21,65        |             |             |
|                          | Mermoz Calhan            | PCF                      | COM                      | 751          | 7,05         |             |             |
|                          | Leny Ollivier            | PCF                      | COM                      | 751          | 7,05         |             |             |
|                          |                          |                          |                          |              |              |             |             |
| Suffrages exprimés       | Suffrages exprimés       | Suffrages exprimés       | Suffrages exprimés       | 10 657       | 93,84        | 11 634      | 94,07       |
| Votes blancs             | Votes blancs             | Votes blancs             | Votes blancs             | 627          | 5,52         | 674         | 5,45        |
| Votes nuls               | Votes nuls               | Votes nuls               | Votes nuls               | 72           | 0,63         | 60          | 0,49        |
| Total                    | Total                    | Total                    | Total                    | 11 356       | 100          | 12 368      | 100         |
| Abstention               | Abstention               | Abstention               | Abstention               | 24 459       | 68,29        | 23 456      | 65,48       |
| Inscrits / participation | Inscrits / participation | Inscrits / participation | Inscrits / participation | 35 815       | 31,71        | 35 824      | 34,52       |

### Canton de Saint-Nazaire-1
| Candidats                | Candidats                | Partis                   | Nuance                   | Premier tour | Premier tour | Second tour | Second tour |
| Candidats                | Candidats                | Partis                   | Nuance                   | Voix         | %            | Voix        | %           |
| ------------------------ | ------------------------ | ------------------------ | ------------------------ | ------------ | ------------ | ----------- | ----------- |
|                          | Bertrand Choubrac        | DVG                      | UG                       | 2 354        | 22,97        | 4 745       | 51,63       |
|                          | Lydie Mahé               | PS                       | UG                       | 2 354        | 22,97        | 4 745       | 51,63       |
|                          | Anne-Cécile Anthony      | EÉLV                     | ECO                      | 2 346        | 22,90        | 4 445       | 48,37       |
|                          | Philippe Deguiral        | EÉLV                     | ECO                      | 2 346        | 22,90        | 4 445       | 48,37       |
|                          | Sylvie Brière            | LREM                     | REM                      | 1 565        | 15,27        |             |             |
|                          | Bassem Neifar            | LREM                     | REM                      | 1 565        | 15,27        |             |             |
|                          | Corentin Régent          | RN                       | RN                       | 1 419        | 13,85        |             |             |
|                          | Anne Trividic            | RN                       | RN                       | 1 419        | 13,85        |             |             |
|                          | Philippe Cadiet          | LR                       | UD                       | 1 338        | 13,06        |             |             |
|                          | Sonia Legeai             | LR                       | UD                       | 1 338        | 13,06        |             |             |
|                          | Patrice Bulting          | PRG                      | RDG                      | 660          | 6,44         |             |             |
|                          | Béatrice Priou           | PRG                      | RDG                      | 660          | 6,44         |             |             |
|                          | Fabienne Dessables       | PCF                      | COM                      | 564          | 5,50         |             |             |
|                          | Patrick Vosgien          | PCF                      | COM                      | 564          | 5,50         |             |             |
|                          |                          |                          |                          |              |              |             |             |
| Suffrages exprimés       | Suffrages exprimés       | Suffrages exprimés       | Suffrages exprimés       | 10 246       | 96,93        | 9 190       | 84,94       |
| Votes blancs             | Votes blancs             | Votes blancs             | Votes blancs             | 202          | 1,91         | 1 180       | 10,91       |
| Votes nuls               | Votes nuls               | Votes nuls               | Votes nuls               | 123          | 1,16         | 449         | 4,15        |
| Total                    | Total                    | Total                    | Total                    | 10 571       | 100          | 10 819      | 100         |
| Abstention               | Abstention               | Abstention               | Abstention               | 25 282       | 70,52        | 25 043      | 69,83       |
| Inscrits / participation | Inscrits / participation | Inscrits / participation | Inscrits / participation | 35 853       | 29,48        | 35 862      | 30,17       |

### Canton de Saint-Nazaire-2
| Candidats                | Candidats                | Partis                   | Nuance                   | Premier tour | Premier tour | Second tour | Second tour |
| Candidats                | Candidats                | Partis                   | Nuance                   | Voix         | %            | Voix        | %           |
| ------------------------ | ------------------------ | ------------------------ | ------------------------ | ------------ | ------------ | ----------- | ----------- |
|                          | Lydia Meignen            | PS                       | SOC                      | 2 443        | 28,17        | 6 305       | 72,98       |
|                          | Jean-Luc Séchet          | PS                       | SOC                      | 2 443        | 28,17        | 6 305       | 72,98       |
|                          | Gauthier Bouchet         | RN                       | RN                       | 1 500        | 17,30        | 2 334       | 27,02       |
|                          | Nicole Pétrel            | RN                       | RN                       | 1 500        | 17,30        | 2 334       | 27,02       |
|                          | Christelle Ardouin       | LFI                      | FI                       | 1 470        | 16,95        |             |             |
|                          | Patrick Vince            | LFI                      | FI                       | 1 470        | 16,95        |             |             |
|                          | Denis Chereau            | LREM                     | UC                       | 1 163        | 13,41        |             |             |
|                          | Katya Lemoine-Varvarande | LREM                     | UC                       | 1 163        | 13,41        |             |             |
|                          | Julio Pichon             | LR                       | LR                       | 836          | 9,64         |             |             |
|                          | Andréa Porcher           | LR                       | LR                       | 836          | 9,64         |             |             |
|                          | Antoine Barreteau        | PCF                      | COM                      | 622          | 7,17         |             |             |
|                          | Delphine Bithorel        | PCF                      | COM                      | 622          | 7,17         |             |             |
|                          | David Pelon              | DVD                      | DVD                      | 442          | 5,10         |             |             |
|                          | Isabelle Rouaud          | DVD                      | DVD                      | 442          | 5,10         |             |             |
|                          | Valérie Adelay           | LP                       | EXD                      | 195          | 2,25         |             |             |
|                          | Laurent Vallée           | LP                       | EXD                      | 195          | 2,25         |             |             |
|                          |                          |                          |                          |              |              |             |             |
| Suffrages exprimés       | Suffrages exprimés       | Suffrages exprimés       | Suffrages exprimés       | 8 671        | 95,73        | 8 639       | 91,87       |
| Votes blancs             | Votes blancs             | Votes blancs             | Votes blancs             | 249          | 2,75         | 507         | 5,39        |
| Votes nuls               | Votes nuls               | Votes nuls               | Votes nuls               | 138          | 1,52         | 258         | 2,74        |
| Total                    | Total                    | Total                    | Total                    | 9 058        | 100          | 9 404       | 100         |
| Abstention               | Abstention               | Abstention               | Abstention               | 26 280       | 74,37        | 25 940      | 73,39       |
| Inscrits / participation | Inscrits / participation | Inscrits / participation | Inscrits / participation | 35 338       | 25,63        | 35 344      | 26,61       |

### Canton de Saint-Philbert-de-Grand-Lieu
| Candidats                | Candidats                | Partis                   | Nuance                   | Premier tour | Premier tour | Second tour | Second tour |
| Candidats                | Candidats                | Partis                   | Nuance                   | Voix         | %            | Voix        | %           |
| ------------------------ | ------------------------ | ------------------------ | ------------------------ | ------------ | ------------ | ----------- | ----------- |
|                          | Stéphan Beaugé           | LR                       | DVD                      | 3 470        | 32,19        | 5 171       | 48,73       |
|                          | Karine Gaboriau          | DVD                      | DVD                      | 3 470        | 32,19        | 5 171       | 48,73       |
|                          | Yannick Fetiveau         | DVD                      | DIV                      | 2 756        | 25,57        | 5 440       | 51,27       |
|                          | Karine Paviza            | DVD                      | DIV                      | 2 756        | 25,57        | 5 440       | 51,27       |
|                          | Jean-Baptiste Avrillier  | DVG                      | DVG                      | 2 422        | 22,47        |             |             |
|                          | Patricia Blanchet        | DVG                      | DVG                      | 2 422        | 22,47        |             |             |
|                          | Yvonne Guiheneuf         | RN                       | RN                       | 1 258        | 11,67        |             |             |
|                          | Gérard Viaud             | RN                       | RN                       | 1 258        | 11,67        |             |             |
|                          | Chrystèle Fourel         | DVC                      | DIV                      | 874          | 8,11         |             |             |
|                          | Jimmy Nicolle            | LREM                     | DIV                      | 874          | 8,11         |             |             |
|                          |                          |                          |                          |              |              |             |             |
| Suffrages exprimés       | Suffrages exprimés       | Suffrages exprimés       | Suffrages exprimés       | 10 780       | 96,55        | 10 611      | 92,00       |
| Votes blancs             | Votes blancs             | Votes blancs             | Votes blancs             | 236          | 2,11         | 645         | 5,59        |
| Votes nuls               | Votes nuls               | Votes nuls               | Votes nuls               | 149          | 1,33         | 278         | 2,41        |
| Total                    | Total                    | Total                    | Total                    | 11 165       | 100          | 11 534      | 100         |
| Abstention               | Abstention               | Abstention               | Abstention               | 25 405       | 69,47        | 25 042      | 68,47       |
| Inscrits / participation | Inscrits / participation | Inscrits / participation | Inscrits / participation | 36 570       | 30,53        | 36 576      | 31,53       |

### Canton de Saint-Sébastien-sur-Loire
| Candidats                | Candidats                | Partis                   | Nuance                   | Premier tour | Premier tour | Second tour | Second tour |
| Candidats                | Candidats                | Partis                   | Nuance                   | Voix         | %            | Voix        | %           |
| ------------------------ | ------------------------ | ------------------------ | ------------------------ | ------------ | ------------ | ----------- | ----------- |
|                          | Laurent Turquois         | UDI                      | UCD                      | 6 193        | 59,20        | 6 567       | 58,49       |
|                          | Julie Voleau             | DVD                      | UCD                      | 6 193        | 59,20        | 6 567       | 58,49       |
|                          | Claude Cano              | LFI                      | UG                       | 4 248        | 40,80        | 4 661       | 41,51       |
|                          | Christelle Dugast        | EÉLV                     | UG                       | 4 248        | 40,80        | 4 661       | 41,51       |
|                          |                          |                          |                          |              |              |             |             |
| Suffrages exprimés       | Suffrages exprimés       | Suffrages exprimés       | Suffrages exprimés       | 10 411       | 95,16        | 11 228      | 96,23       |
| Votes blancs             | Votes blancs             | Votes blancs             | Votes blancs             | 319          | 2,92         | 269         | 2,31        |
| Votes nuls               | Votes nuls               | Votes nuls               | Votes nuls               | 210          | 1,92         | 171         | 1,47        |
| Total                    | Total                    | Total                    | Total                    | 10 940       | 100          | 11 668      | 100         |
| Abstention               | Abstention               | Abstention               | Abstention               | 22 064       | 66,85        | 21 334      | 64,64       |
| Inscrits / participation | Inscrits / participation | Inscrits / participation | Inscrits / participation | 33 004       | 33,15        | 33 002      | 35,36       |

### Canton de Vallet
| Candidats                | Candidats                | Partis                   | Nuance                   | Premier tour | Premier tour | Second tour | Second tour |
| Candidats                | Candidats                | Partis                   | Nuance                   | Voix         | %            | Voix        | %           |
| ------------------------ | ------------------------ | ------------------------ | ------------------------ | ------------ | ------------ | ----------- | ----------- |
|                          | Charlotte Luquiau        | DVD                      | UD                       | 4 655        | 45,70        | 5 479       | 53,18       |
|                          | Jean-Pierre Marchais     | LR                       | UD                       | 4 655        | 45,70        | 5 479       | 53,18       |
|                          | Aurélie Mériau           | DVG                      | DVG                      | 4 341        | 42,62        | 4 824       | 46,82       |
|                          | Jean Teurnier            | DVG                      | DVG                      | 4 341        | 42,62        | 4 824       | 46,82       |
|                          | Nicole Jarny             | RN                       | RN                       | 1 189        | 11,67        |             |             |
|                          | Patrick Kouznetzoff      | RN                       | RN                       | 1 189        | 11,67        |             |             |
|                          |                          |                          |                          |              |              |             |             |
| Suffrages exprimés       | Suffrages exprimés       | Suffrages exprimés       | Suffrages exprimés       | 10 185       | 95,79        | 10 303      | 95,27       |
| Votes blancs             | Votes blancs             | Votes blancs             | Votes blancs             | 285          | 2,68         | 333         | 3,08        |
| Votes nuls               | Votes nuls               | Votes nuls               | Votes nuls               | 163          | 1,53         | 178         | 1,65        |
| Total                    | Total                    | Total                    | Total                    | 10 633       | 100          | 10 814      | 100         |
| Abstention               | Abstention               | Abstention               | Abstention               | 25 228       | 70,35        | 25 055      | 69,85       |
| Inscrits / participation | Inscrits / participation | Inscrits / participation | Inscrits / participation | 35 861       | 29,65        | 35 869      | 30,15       |

### Canton de Vertou
| Candidats                | Candidats                | Partis                   | Nuance                   | Premier tour | Premier tour | Second tour | Second tour |
| Candidats                | Candidats                | Partis                   | Nuance                   | Voix         | %            | Voix        | %           |
| ------------------------ | ------------------------ | ------------------------ | ------------------------ | ------------ | ------------ | ----------- | ----------- |
|                          | Rodolphe Amailland       | LR                       | UCD                      | 6 127        | 58,16        | 6 499       | 58,85       |
|                          | Agnès Paragot            | UDI                      | UCD                      | 6 127        | 58,16        | 6 499       | 58,85       |
|                          | Patricia Helias          | PS                       | UGE                      | 3 668        | 34,82        | 4 544       | 41,15       |
|                          | Martin Renou-Marzorati   | DVG                      | UGE                      | 3 668        | 34,82        | 4 544       | 41,15       |
|                          | Fabienne Cailleau        | PCF                      | COM                      | 739          | 7,02         |             |             |
|                          | Laurent Mondou           | PCF                      | COM                      | 739          | 7,02         |             |             |
|                          |                          |                          |                          |              |              |             |             |
| Suffrages exprimés       | Suffrages exprimés       | Suffrages exprimés       | Suffrages exprimés       | 10 534       | 95,33        | 11 043      | 96,26       |
| Votes blancs             | Votes blancs             | Votes blancs             | Votes blancs             | 338          | 3,06         | 278         | 2,42        |
| Votes nuls               | Votes nuls               | Votes nuls               | Votes nuls               | 178          | 1,61         | 151         | 1,32        |
| Total                    | Total                    | Total                    | Total                    | 11 050       | 100          | 11 472      | 100         |
| Abstention               | Abstention               | Abstention               | Abstention               | 22 128       | 66,69        | 21 706      | 65,42       |
| Inscrits / participation | Inscrits / participation | Inscrits / participation | Inscrits / participation | 33 178       | 33,31        | 33 178      | 34,58       |